# Harry Potter and the Half-Blood Prince (trilha sonora)
A trilha sonora de Harry Potter and the Half-Blood Prince (no Brasil, Harry Potter e o Enigma do Príncipe; em Portugal, Harry Potter e o Príncipe Misterioso) refere-se ao filme de 2009 de mesmo nome, escrita e composta por Nicholas Hooper. A trilha foi conduzida por Hooper ao lado de Alastair King. É o segundo filme de Harry Potter com trilha sonora de Hooper, que também compôs a trilha do filme anterior da série, Harry Potter and the Order of the Phoenix. A trilha sonora foi lançada em 14 de julho de 2009, um dia antes do lançamento do filme, e foi indicada ao Grammy Award de Melhor Trilha Sonora para um Filme.

## Marketing
No site de Harry Potter, uma prévia de uma das faixas ("Ginny Weasley") é reproduzida em segundo plano. Em 17 de junho, uma prévia de três faixas foi reproduzida em segundo plano no site oficial atualizado do filme. Uma prévia de áudio de 15 segundos de 13 faixas da trilha sonora foi lançada em 19 de junho no site da Virgin Mobile. A trilha sonora tem mais de 60 minutos de duração.
Em 30 de junho, a AOL Radio fez uma prévia de toda a trilha sonora on-line.

## Recepção
| Críticas profissionais | Críticas profissionais |
| Avaliações da crítica  | Avaliações da crítica  |
| Fonte                  | Avaliação              |
| ---------------------- | ---------------------- |
| AllMusic               | [ 6 ]                  |
| Empire                 | [ 7 ]                  |
| Filmtracks             | [ 8 ]                  |
| Movie Music UK         | [ 9 ]                  |
| Movie Wave             | [ 10 ]                 |

Na edição da Billboard de 1º de agosto de 2009, o álbum estreou na posição de número vinte e nove na parada Billboard 200, tornando-se a trilha sonora de maior bilheteria entre todas as seis trilhas sonoras de filmes lançadas. A trilha sonora também alcançou a posição três na Top Soundtracks Chart.

## Faixas
| Lista de faixas de Harry Potter and the Half-Blood Prince (Original Motion Picture Soundtrack) |                               |         |  |
| N.º                                                                                            | Título                        | Duração |  |
| 1.                                                                                             | "Opening"                     | 2:53    |  |
| 2.                                                                                             | "In Noctem"                   | 2:00    |  |
| 3.                                                                                             | "The Story Begins"            | 2:05    |  |
| 4.                                                                                             | "Ginny"                       | 1:30    |  |
| 5.                                                                                             | "Snape & The Unbreakable Vow" | 2:50    |  |
| 6.                                                                                             | "Wizard Wheezes"              | 1:42    |  |
| 7.                                                                                             | "Dumbledore's Speech"         | 1:31    |  |
| 8.                                                                                             | "Living Death"                | 1:55    |  |
| 9.                                                                                             | "Into The Pensieve"           | 1:45    |  |
| 10.                                                                                            | "The Book"                    | 1:44    |  |
| 11.                                                                                            | "Ron's Victory"               | 1:44    |  |
| 12.                                                                                            | "Harry & Hermione"            | 2:52    |  |
| 13.                                                                                            | "School!"                     | 1:05    |  |
| 14.                                                                                            | "Malfoy's Mission"            | 2:53    |  |
| 15.                                                                                            | "The Slug Party"              | 2:11    |  |
| 16.                                                                                            | "Into The Rushes"             | 2:33    |  |
| 17.                                                                                            | "Farewell Aragog"             | 2:08    |  |
| 18.                                                                                            | "Dumbledore's Foreboding"     | 1:18    |  |
| 19.                                                                                            | "Of Love & War"               | 1:17    |  |
| 20.                                                                                            | "When Ginny Kissed Harry"     | 2:38    |  |
| 21.                                                                                            | "Slughorn's Confession"       | 3:33    |  |
| 22.                                                                                            | "Journey To The Cave"         | 3:08    |  |
| 23.                                                                                            | "The Drink Of Despair"        | 2:44    |  |
| 24.                                                                                            | "Inferi in the Firestorm"     | 1:53    |  |
| 25.                                                                                            | "The Killing Of Dumbledore"   | 3:34    |  |
| Duração total:                                                                                 | Duração total:                | 62:40   |  |

Não foram incluídas na trilha sonora "Friends and Love" (uma compilação de "When Gina Kissed Harry" e "Harry and Hermione" que veio com a compra de um ingresso para o filme no Fandango), "Big Beat Repeat" (ouvida na sala comum da Grifinória após o jogo de Quadribol/Quidditch) de Josh Powell e uma faixa que poderia ser chamada de "Murder & Escape" (a música que pode ser ouvida quando Dumbledore cai da Torre de Astronomia e Harry persegue Snape).

## Detalhes
A trilha sonora de Half-Blood Prince foi conduzida por Hooper e Alastair King e executada pela Orquestra de Câmara de Londres, a orquestra que executou a trilha sonora de Order of the Phoenix, com orquestrações fornecidas por King, Jeff Atmajian, Simon Whiteside, Daryl Griffith e Bradley Farmer. A trilha sonora apresentou um papel mais significativo para o coral leve. Tematicamente, Hooper fez referência às suas próprias ideias da trilha anterior e a vários elementos do trabalho de Williams.
Hooper afirmou que "A colocação dos temas de John Williams tornou-se óbvia à medida que avançávamos. O início do filme tem que ter pelo menos uma pitada de 'Hedwig's Theme'."
- "Abertura": Depois de uma breve citação de "Hedwig's Theme", na qual Hooper eleva uma nota por semitom, são introduzidos elementos de coral leve. O uso do tema de coral de Hooper em toda a trilha sonora é uma referência a Dumbledore e aos eventos que ocorreriam em relação ao seu personagem e ao clímax do filme. Um tema de condução que se repete em "Into the Rushes" é usado aqui para representar os Comensais da Morte e a destruição que eles causam nesse sexto filme. Hooper amplia o uso da percussão, com uma violenta bigorna fora de ritmo que corta a figura de cordas galvânica e repetidamente propulsiva.
- "Ron's Victory": Hooper usa diversas variações de temas da peça de Williams "Quidditch, Third Year".
- "Inferi in the Firestorm": Hooper utiliza não apenas redemoinhos de cordas dissonantes, mas também um som orquestral que Williams usou anteriormente em Harry Potter e o Prisioneiro de Azkaban, especialmente nas faixas "The Dementors Converge" e "Finale".
- "Dumbledore's Farewell" é reutilizada por Alexandre Desplat no tema "Severus and Lily" de Harry Potter and the Deathly Hallows – Part 2, que é usado na cena em que Harry vê as memórias de Snape na Penseira.